# Merichas
Merichas è un insediamento costiero ed è il porto principale di Citno nelle Cicladi, Grecia. Dai dati del censimento del 2011, la sua popolazione è di 369 residenti permanenti.

## Informazioni
Si trova nella parte occidentale dell'isola ed è a 7 chilometri dalla Città di Citno. È considerato il porto di Dryopida. Il suo nome potrebbe essere dovuto alla pianta di erica. La baia omonima fu citata nel XVI° secolo dal marinaio greco e cartografo Antonio da Millo con il nome di Merza.
Nel XIX° secolo, Merichas si caratterizzava come un porto sicuro e ampio. Nello stesso periodo a Mericha si diffusero numerosi laboratori e forni per la ceramica, alcuni dei quali restarono in attività sino alla metà del secolo successivo.
Negli anni '40, la cittadina di Merichas si sviluppò grazie all’importanza del porto dove vivevano diverse famiglie di pescatori. Negli anni '70 iniziarono i lavori di costruzione del nuovo porto per l;attracco delle navi, a cui seguirono nel 2000 ulteriori interventi di ristrutturazione e ampliamento.
Oggi, Merichas è il porto principale di Citno, con collegamenti navali da e per i porti del Pireo, Lavrio e il resto delle isole Cicladi. È attualmente uno dai principali centri abitati dell'isola e luogo di attrazione turistica nel periodo estivo.
Amministrativamente, dopo il suo riconoscimento nel 1940, Merichas è stata inclusa dalla Prefettura delle Ciclad nella comunità di Dryopida. Nel 1997 nell'ambito delle sue modifiche amministrative del Piano Kapodistrias è stata trasferita sotto il Comune di Citno, di cui fa parte tuttora.
A nord di Mericha si trovano i siti archeologici di Vryokastro (che era l'antica capitale di Citno) e l'isola rocciosa Vryokastraki.